# Ізоле-Треміті
Ізоле-Треміті (італ. Isole Tremiti) — муніципалітет в Італії, у регіоні Апулія,  провінція Фоджа.
Ізоле-Треміті розташоване на відстані близько 230 км на схід від Рима, 175 км на північний захід від Барі, 80 км на північ від Фоджі.
Населення — 462 особи (2014).
Щорічний фестиваль відбувається 15 серпня. Покровителька — Богородиця Небовзята.

## Демографія
Населення за роками:

Станом на 1 січня 2023 року в муніципалітеті офіційно проживало 40 іноземців з 14 країн, серед них 27 громадян країн Євросоюзу.